# Three Hills
Pour la planète de Firefly, voir Three Hills (Firefly).
Three Hills est une ville (town) située dans le sud de la province de l'Alberta, au Canada.

## Démographie
| 2001  | 2006  | 2011  | 2016  |
| ----- | ----- | ----- | ----- |
| 2 902 | 3 089 | 3 198 | 3 212 |